# Abalo
San Mamed de Abalo (en gallego San Mamede de Abalo) es una parroquia del ayuntamiento de Catoira, en la provincia de Pontevedra (Galicia, España). 
Se localiza al sur del municipio, lindando con Bamio (Villagarcía de Arosa) y es donde nace la Ría de Arosa, a la altura de las tres cruces. Su extensión es de 5,18 km² y, según el padrón municipal de habitantes de 2011, tenía 490 habitantes (244 mujeres y 246 varones), lo que supone una pérdida de población en relación con 1999, cuando contaba con 519 habitantes (fuente INE/Nomenclátor).
Según el nomenclátor de 2011 está formada por las siguientes poblaciones:
- Busto (O Busto): 33 habitantes;
- Condado (O Condado): 48 habitantes;
- Cores: 363 habitantes;
- Freijeiro (Freixeiro): 11 habitantes; y
- Souto da Vila (O Souto da Vila): 35 habitantes.

Las fiestas de Abalo suelen tener lugar el último fin de semana de julio, o en el primero de agosto, en honor al santo de la parroquia, San Mamed, famosas en el lugar por el buen ambiente que en ellas se congregan.
| ■ Villagarcía ABALO ■ Villajuán DIMO OESTE ■ Catoira Municipio de Villagarcía de Arosa Municipio de Valga Muncipio de Caldas de Reyes Municipio de Boiro Municipio de Rianjo ■ Rianjo Isla de Cortegada Briñas Malveiras Ría de Arosa |
| Municipio de Catoira. |